# 神戸町 (横浜市)
神戸町（ごうどちょう）は神奈川県横浜市保土ケ谷区の町名。丁番を持たない単独町名である。住居表示未実施区域。面積は0.27km2。

## 地理
保土ケ谷区の東部に位置し、東に岩間町、南に月見台、南西に桜ケ丘、北西に星川、北に川辺町、北東に天王町と接している。帷子川沿いの低地に古くから発展した住宅街で、川辺町・天王町との境には相鉄本線が走る。町の南の古東海道沿いにある天徳院には、『東海道人物志』に眼科医として紹介された宮本周司の墓がある。環状1号から北西に入る大門通り沿いには神明社があり、8月最終土曜の夏祭りには賑わう。神明社は、古くは「榛谷（はんがや）御厨」と呼ばれ、これが「ほどがや」の語源になった説がある。南側の月見台との境の斜面は神戸緑地として保全され、西端には横浜市立保土ケ谷小学校と保土ケ谷スポーツセンターがある。

## 歴史

### 町名の由来
地名について、郷土史家の武内廣吉は、久良岐郡の郷家が郷戸に転じ、伊勢神宮の御厨として神明社に神戸（かんべ）が設けられたが、「ごうど」と呼びならわされていたのが今に及んでいると考えている。『新編武蔵風土記稿』には「古神田なるにより、神戸の地名おこりなるべし」の記述がある。

### 沿革
- 1927年（昭和2年）4月1日 - 橘樹郡保土ケ谷町が横浜市に編入し、神戸町を新設設置[10]。
- 1927年（昭和2年）10月1日 - 神戸町を廃止し、神戸上町、神戸下町、帷子町の各町を設置[11]。
- 1940年（昭和15年）11月1日 - 神戸下町の一部を編入し、神戸町を再び新設設置[12]。
- 1974年（昭和49年）3月6日 - 岩間町、天王町の各一部を編入[13]。
- 1976年（昭和51年）7月10日 - 神戸町の一部を天王町へ編入[13]。
- 1976年（昭和51年）11月29日 - 神戸町の一部を星川一丁目へ編入[13]。
- 1992年（平成4年）10月19日 - 神戸町の一部を桜ケ丘一丁目へ編入。月見台との境界の調整[14]。

### 工業
1877年（明治10年）に設立した東京麦酒は、1893年（明治26年）に当地に移転。1907年には大日本麦酒に買収され、ビールとリボンシトロンを製造した。1916年（大正5年）、隣接地に日本硝子工業保土ケ谷工場が設立され、ビール瓶やサイダーの瓶を製造した。1920年（大正9年）7月、大日本麦酒と日本硝子工業が合併。日本最大の製瓶工場として発展した。1936年（昭和11年）、日本硝子株式会社横浜工場として大日本麦酒から分離独立した。この頃には、清涼飲料水の製造は終了している。帷子川には原料輸送用のはしけの船着き場が造られ、工場敷地には台形状に積まれた空き瓶と、再生待ちの割れた空き瓶の山がいくつもあった。星川から仏向町にかけては、瓶の原料の珪砂の採取が行われた。1985年（昭和60年）、製造拠点を埼玉県に移転し、当地での操業を終了。跡地は、野村不動産により横浜ビジネスパークとして再開発された。桜ケ丘から神戸町に降りる坂を「ビール坂」と称するのは、かつてのビール工場の名残である。

## 世帯数と人口
2025年（令和7年）6月30日現在（横浜市発表）の世帯数と人口は以下の通りである。
| 町丁   | 世帯数  | 人口    |
| ------ | ------- | ------- |
| 神戸町 | 945世帯 | 1,705人 |

### 人口の変遷
国勢調査による人口の推移。
| 年                 | 人口  |
| ------------------ | ----- |
| 1995年（平成7年）  | 1,890 |
| 2000年（平成12年） | 1,764 |
| 2005年（平成17年） | 1,842 |
| 2010年（平成22年） | 1,861 |
| 2015年（平成27年） | 1,853 |
| 2020年（令和2年）  | 1,746 |

### 世帯数の変遷
国勢調査による世帯数の推移。
| 年                 | 世帯数 |
| ------------------ | ------ |
| 1995年（平成7年）  | 775    |
| 2000年（平成12年） | 771    |
| 2005年（平成17年） | 860    |
| 2010年（平成22年） | 931    |
| 2015年（平成27年） | 977    |
| 2020年（令和2年）  | 886    |

## 学区
市立小・中学校に通う場合、学区は以下の通りとなる（2024年11月時点）。
| 番地 | 小学校                 | 中学校             |
| ---- | ---------------------- | ------------------ |
| 全域 | 横浜市立保土ケ谷小学校 | 横浜市立岩崎中学校 |

## 事業所
2021年（令和3年）現在の経済センサス調査による事業所数と従業員数は以下の通りである。
| 町丁   | 事業所数  | 従業員数 |
| ------ | --------- | -------- |
| 神戸町 | 168事業所 | 6,454人  |

### 事業者数の変遷
経済センサスによる事業所数の推移。
| 年                 | 事業者数 |
| ------------------ | -------- |
| 2016年（平成28年） | 141      |
| 2021年（令和3年）  | 168      |

### 従業員数の変遷
経済センサスによる従業員数の推移。
| 年                 | 従業員数 |
| ------------------ | -------- |
| 2016年（平成28年） | 7,153    |
| 2021年（令和3年）  | 6,454    |

## 施設
- 横浜ビジネスパーク
- 横浜市立保土ケ谷小学校
- 天徳院
- 大蓮寺
- 立正幼稚園
- 三恵幼稚園
- 横浜市保土ヶ谷消防署
- 横浜市保土ケ谷土木事務所
- 神明社
- 保土ケ谷霊園
- 帷子公園

## その他

### 日本郵便
- 郵便番号 : 240-0005[3]（集配局：保土ヶ谷郵便局[26]）

### 警察
町内の警察の管轄区域は以下の通りである。
| 番・番地等   | 警察署         | 交番・駐在所 |
| ------------ | -------------- | ------------ |
| 1～108番地   | 保土ケ谷警察署 | 岩間町交番   |
| 109～201番地 | 保土ケ谷警察署 | 星川交番     |